# Ann (cràter)
|  | No s'ha de confondre amb Ian (cràter). |

Ann és un petit cràter d'impacte situat a la cara visible de la Lluna, a l'extrem sud del Palus Putredinis. Està localitzat entre Kathleen (a l'est nord-oest) i Michael (a l'est). A sud-est es troba la Rima Bradley.

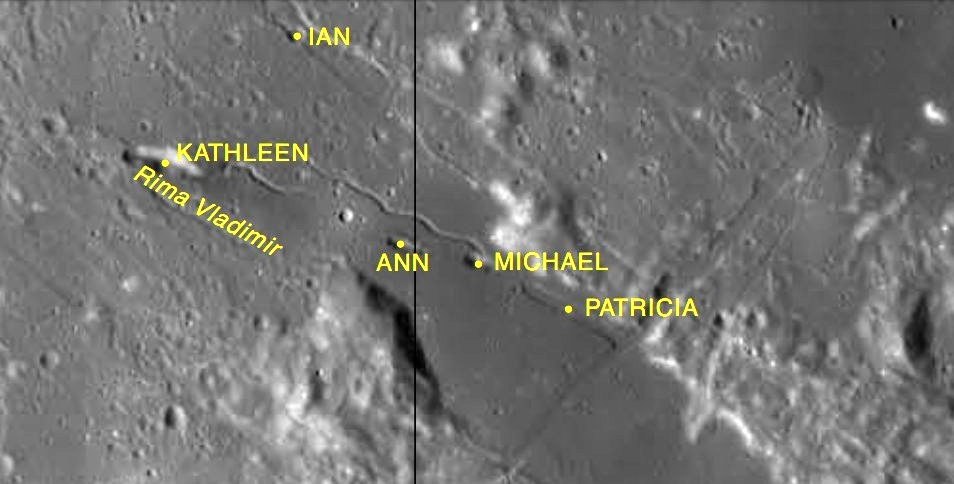
Localització d'Ann (centre de la imatge)
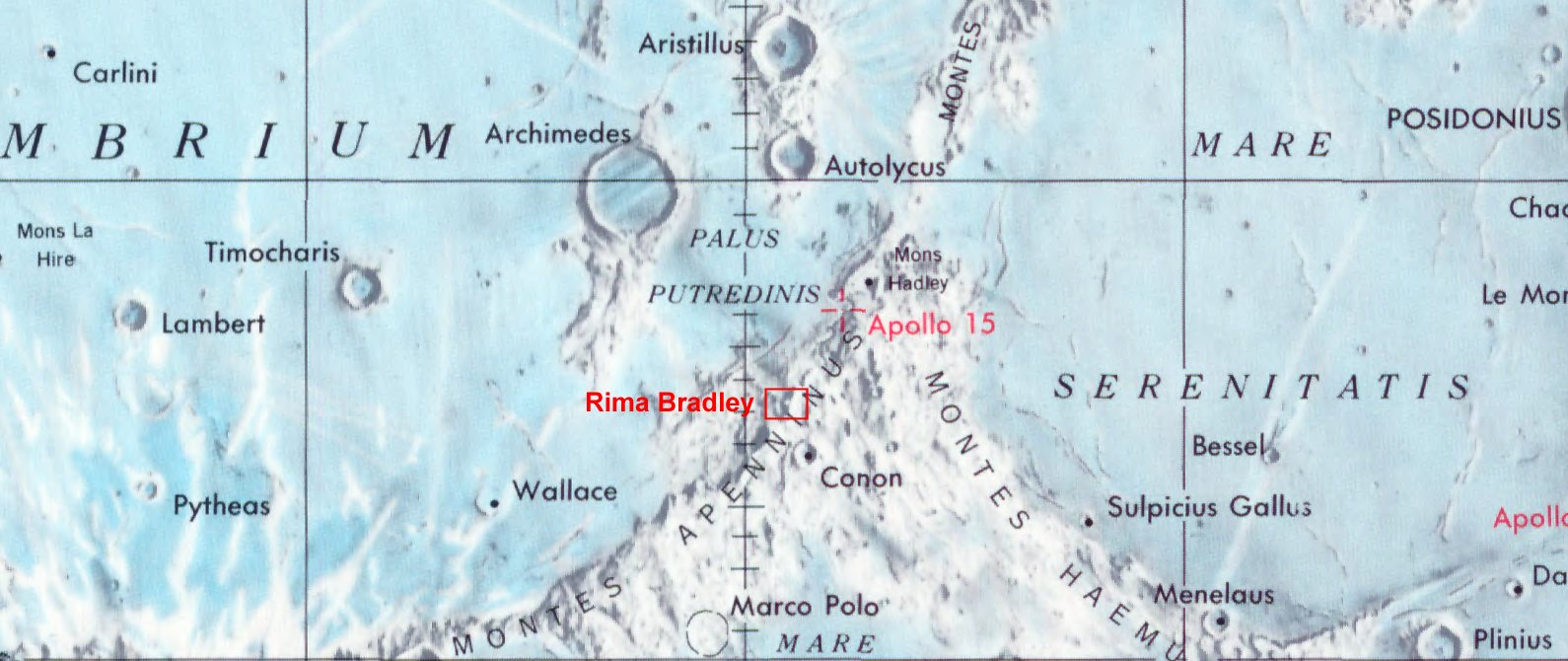
Localització de la Rima Bradley

És un diminut cràter amb forma allargada (d'aproximadament 2,5 × 1,3 km), que s'estén paral·lel a una sèrie d'esquerdes properes. A l'est d'Ann hi ha una cadena de diversos cràters més petits.
Cinc dels cràters propers a la Rima Bradley posseeixen noms oficials que procedeixen d'anotacions originals no oficials utilitzades en el full 41A3 / S1 de la sèrie de mapes Lunar Topophotomap de la NASA. La designació va ser adoptada per la UAI el 1976